# Gradesjnitsa
Gradesjnitsa (Bulgaars: Градешница) is een dorp in het noordwesten van Bulgarije. Het dorp is gelegen in de gemeente Krivodol in de oblast Vratsa. Het dorp ligt ongeveer 31 km ten noorden van Vratsa en 88 km ten noorden van de hoofdstad Sofia.

## Bevolking
Op 31 december 2020 werden er 363 inwoners in het dorp geregistreerd door het Nationaal Statistisch Instituut van Bulgarije. Het hoogste aantal inwoners had de plaats in 1946, namelijk 1.621.
|  |

In het dorp wonen merendeels etnische Bulgaren. In 2011 identificeerden 384 van de 491 respondenten zichzelf als etnische Bulgaren. Verder identificeerden 103 respondenten zichzelf als Roma en 3 personen zichzelf als Turk.
| Etnische samenstelling van de respondenten (2011) | Etnische samenstelling van de respondenten (2011) | Etnische samenstelling van de respondenten (2011) | Etnische samenstelling van de respondenten (2011) | Etnische samenstelling van de respondenten (2011) |
| ------------------------------------------------- | ------------------------------------------------- | ------------------------------------------------- | ------------------------------------------------- | ------------------------------------------------- |
|                                                   |                                                   |                                                   |                                                   |                                                   |
| Bulgaren                                          | Bulgaren                                          |                                                   | 78,2%                                             | 78,2%                                             |
| Turken                                            | Turken                                            |                                                   | 0,6%                                              | 0,6%                                              |
| Roma                                              | Roma                                              |                                                   | 21,0%                                             | 21,0%                                             |
| Anders/Onbekend                                   | Anders/Onbekend                                   |                                                   | 0,2%                                              | 0,2%                                              |